# Stanley Samuelsen
Stanley Samuelsen (født 30. april 1951 i Fuglefjord) er en guitarist, fingerpicker, sanger, komponist og sangskriver fra Færøerne, bosat i Danmark siden 1970. Siden 1986 boet i Birkerød nord for København.
Poul Stanley Lindenskov Samuelsen er yngste søn af Steingrím Samuelsen (1903-1951) og Rachel Malene Midjord (1906-1976). Bedstefaderen Andrass Samuelsen (1873-1954) var Færøernes første lagmand og gift med Beate Emilie Lindenskov. 

## Karriere
Stanley fik sin første guitar som 12 årig i 1963. Lærte at spille ved at lytte til vinylplader og til radioen, især Radio Luxemburg. Spillede sit første livejob i marts 1964 i Fuglafjørður. Var fra 1964-1970 guitarist og fra 1967 også forsanger i det lokale pigtrådsorkester Silly Boys som spillede kopisange af Elvis, the Beatles, Jim Reeves. I 1970 blev Stanley med band kåret af publikum i Tórshavn som Færøernes bedste pigtrådsorkester. 
I Danmark spillede Stanley i forskellige bands og som studiemusiker. Dannede i mange år makkerpar med Nis P. Jørgensen. Den Udødelige Duo spillede meget for den danske fagbevægelse fra tiden med Anker Jørgensen til Poul Nyrup Rasmussen. Den Udødelige Duo blev hædret med LO's kulturpris i 1992.
Duoen udgav lp'en Nu' Det Nu 1988 og dobbelt cd'en 36 Gode Sange 1995.
Siden 1986 komponeret musik til ældre og nyere færøske digte, efter blandt andre J.H.O. Djurhuus, Jóannis Patursson, Poul F. Joensen, Hans Andreas Djurhuus, Andrass Samuelsen, Rikard Long, Christian Matras, Mikkjal á Rýggi, Fríðrikur Petersen og Valdemar á Løgmansbø.

## Anerkendelser
Hædret med Mediehusets Kunstpris (Listavirðisløn Miðlahúsins) på St. Olai dagen 29. juli 2008. Hædersprisen blev i 2008 uddelt af Miðlahúsið sammen med Norðurlandahúsið, Klaksvík kommune, Fuglafjørður kommune, Havsbrún (fiskeindustrivirksomhed) og Norðoya Sparikassi.

## Andet
Har deltaget i projektet The House Of Songs i Austin Texas støttet af DJBFA. Spillede live på Fox 7 News i Goodmorning Austin i Januar 2010.
Laver Koncertforedrag i samarbejde med Per Wium om The Beatles musik. 
Fortolker blandt andet The Beatles, the Byrds og Crosby, Stills og Nash i Trio Acoustica.
Er blandt andet inspireret af guitaristerne Stephen Stills og John Renbourn.

## Diskografi
- Um eg kundi kvøðið 1999 (Tutl) cd
- Sól og regn 2005 (Tutl) cd
- First Take 2007 (Nora Musik) cd
- Tíðin rennur 2008 (Tutl) cd
- Acoustica Trio 2008 (Gateway Music) cd
- Alle Hjertets Sange 2011 (Tutl) cd
- Stanley Live 2011 (Tutl) cd
- Oktobir 2013 (Tutl) cd
- A tribute to George Harrison 2013 (Tutl) EP digitally release featuring Astrid Samuelsen.
- Folk Songs From The Faroe Islands 2016 (Tutl) cd compilation

## Hæderspriser og nomineringer
- 1992 Dansk LO's Kulturpris.[2]
- 2008 Listavirðisløn Miðlahúsins. Færøerne.[3]
- 2012 Nomineret til Danish Music Award Folk i kategorierne "Årets track" for Um eg kundi kvøðið og i Årets live act[4][5]
- 2012 Nomineret i Planet Awards på Færøerne for årets solo artist.

## Liste over sange og album

### Um Eg Kundi Kvøðið
al Musik af Stanley Samuelsen
1. Síðsti geirfuglur, H.A. Djurhuus (1883–1951)[6]
2. Harðliga hann ríður fram, Mikkjal á Ryggi (1879-1956)
3. Syngjandi fuglur, Poul F. Joensen (1898-1970)
4. Var tað so tú segði, Jóannes Patursson (1866-1946)
5. Um eg kundi kvøðið, Janus Djurhuus (1881-1948)
6. Atlantis, Janus Djurhuus (1881-1948)
7. Brót so stillan bylgja blá, H.A. Djurhuus (1883–1951)
8. Arma hjarta møddist tú Rasmus Effersøe (1857-1916)
9. Mín sorg, Janus Djurhuus (1881-1948)
10. Songur um lívið, Janus Djurhuus (1881-1948)
11. Ljós og gleði, H.A. Djurhuus (1883–1951)

### Sól og Regn
1. Regn. Mikkjal á Ryggi 1917/Stanley Samuelsen 2004
2. Sálin ber við fuglasong. Stanley Samuelsen 2004
3. Útferðarhugur. Christian Matras / Stanley Samuelsen 2004
4. Títt vakra andlit Føroyar. Stanley Samuelsen 2004
5. Natthamn. Tom Gardberg.
6. Kærleikur til móðurjørð. Andras Samuelsen /Stanley Samuelsen 2004
7. Rygtet fortæller. Jan Eggum.
8. Tá eg verði gamal. Stanley Samuelsen 2004
9. Horvin kvøldmynd. Viggo Johannesen /Stanley Samuelsen 2004
10. The water is wide. trad.
11. Ett litet steg. Christer Jonassen
12. Morgendagens lys. Stanley Samuelsen 2004
13. Trúgvin Vónin Kærleikin. Stanley Samuelsen 2004
14. Fyld mine sejl. Finn Kalvik

### Tíðin Rennur
Al Musik af Stanley Samuelsen
1. Túsund røddir kvøða, digt af Janus Djurhuus (1881-1948)[2]
2. Fýkur stormur, digt af H.A. Djurhuus (1883–1951)
3. Høgur himin, digt af Rikard Long
4. Gekk í mánalýsi, digt af Janus Djurhuus
5. Spegilsmynd, digt af Valdemar á Løgmansbø (1952)
6. Tey fara framvið, digt af Janus Djurhuus (1881-1948)
7. Í hvørjum nærkast mín burturferð, digt af Steen Steensen Blicher (1782-1848)/. /Fra dansk: “Sig nærmer tiden” oversat til færøsk af M.S. Viðstein
8. Ískøld eygu, digt af Stanley Samuelsen (1951)
9. Tíðin rennur, digt af Fríðrikur Petersen (1853-1917)
10. Vetrarmorgun, digt af Valdemar á Løgmansbø (1952)
11. Ískøld eygu (demoudgave)

### Alle Hjertets Sange
Al musik af Stanley Samuelsen
Færøske digte oversat til dansk af Stanley Samuelsen, Gunnar Hoydal og Per Jensen
1. Hvis jeg kunne
2. Stakkels Hjerte
3. Udlængsel
4. Sig at Du vil Med
5. Regn
6. Morgendagens Lys
7. Hjertets Vej
8. Til Den Nye Morgen
9. Den Sidste Geirfugl
10. Tro Håb og Kærlighed
11. Atlantis
12. Spejlbillede
13. Lys og Glæde

### Stanley Live (optaget i Nordens Hus på Færøerne i 1996)
Al musik af Stanley Samuelsen (bortset fra tr. 8 som er trad.)
1. Syngjandi fuglur. Poul F. Joensen/Stanley Samuelsen
2. Hækkandi sól. Olivar á Ryggi/Stanley Samuelsen
3. Høgur hímin. Rikard Long /Stanley Samuelsen
4. Um eg kundi kvøðið. JHO Djurhuus/Stanley Samuelsen
5. Arma hjarta. Rasmus Effersøe/Stanley Samuelsen
6. Har skínur sól. Hans A. Djurhuus/Stanley Samuelsen
7. Ljós og gleði. Hans A. Djurhuus/Stanley Samuelsen
8. The water is wide. Trad.
9. Atlantis. JHO Djurhuus /Stanley Samuelsen
10. Síðsti geirfuglur. Hans A. Djurhuus/Stanley Samuelsen
11. Allar ættir tiga. Jacob Dahl/Stanley Samuelsen

### OKTOBIR
Tekster af JHO Djurhuus / Al musik af Stanley Samuelsen 2011
1. Eitt føroyskt kvøld
2. Tey myrknandi ár
3. Dreymur
4. Áræði
5. Oktobir
6. Við hond undir kinn
7. Heyst
8. Várlátur
9. Vetrarljóð
10. Summar
11. Kvøldsongur
12. Kvøld

### A Tribute to George Harrison
Til download fra Itunes 
Acoustic live recordings with a minimum of overdubs, feat. Astrid Samuelsen
1. Long, long, long [7] (musikvideo)
2. Beware of darkness
3. Here comes the sun
4. So sad
5. Your love is forever.